# Estatua de La República
La Estatua de La República es escultura de bronce dorado de 7,3 m en Jackson Park, Chicago (Estados Unidos). Fue elaborada por Daniel Chester French. Se ordenó que la colosal estatua original, pieza central de la Exposición Mundial Colombina de 1893, fuera destruida por un incendio. La estatua actual es una réplica a menor escala, esculpida por el mismo artista, que fue erigida en 1918 en conmemoración del 25.º aniversario de la Exposición y del centenario de la condición de estado de Illinois. 

## Descripción

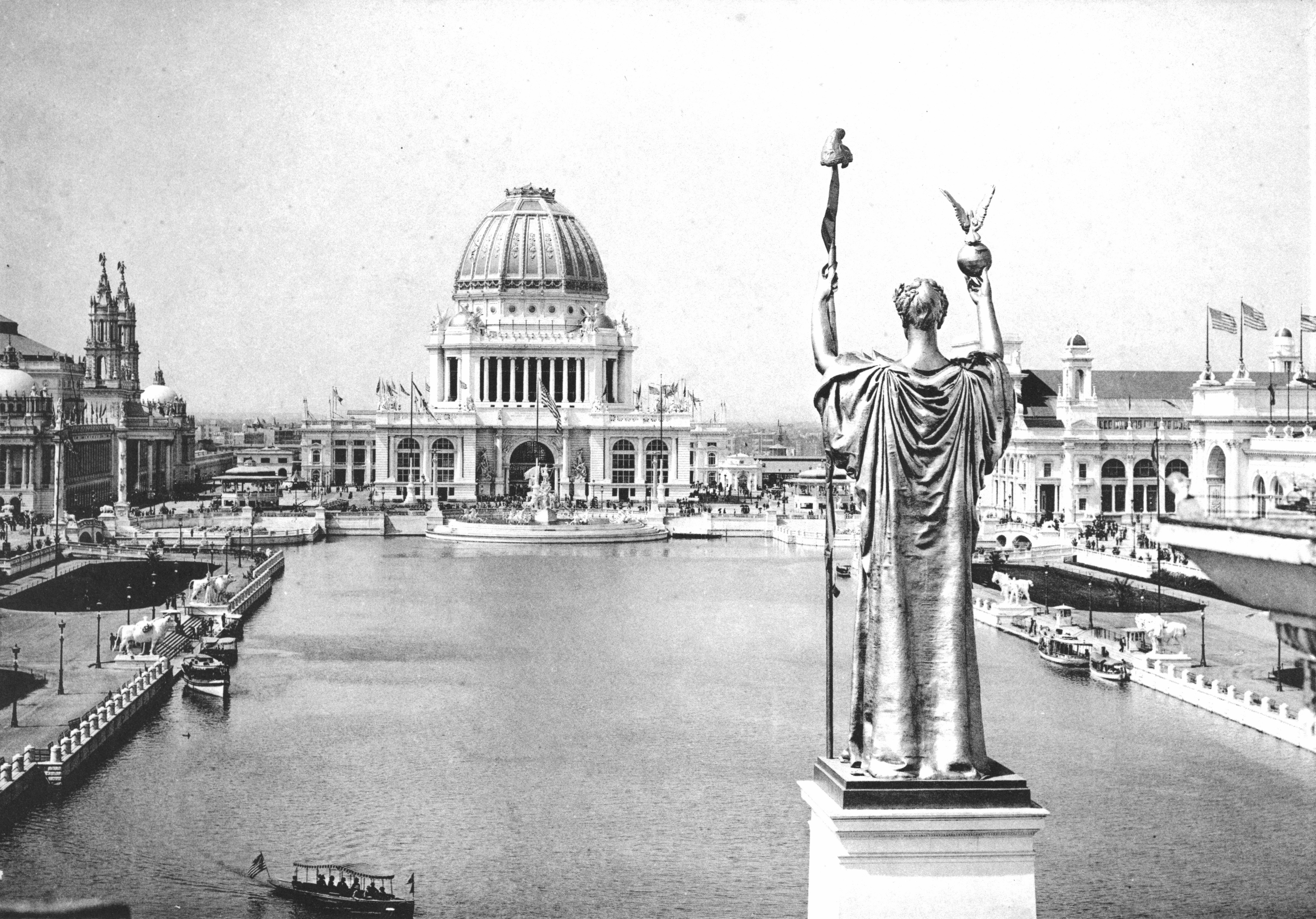
La estatua original de Daniel Chester French, La República, en la Exposición Mundial Colombina de 1893.

La estatua ahora está ubicada en el extremo sur del parque en la intersección de East Hayes y South Richards Drive, adyacente al campo de golf y aproximadamente donde una vez estuvieron el Edificio de Administración y el Edificio de Electricidad de la exposición. La estatua fue financiada por el Fondo Benjamin Ferguson, que encargó a French que hiciera esta recreación de la estatua original 19,8 m estatua que estuvo en el recinto de la Exposición de 1893. Edith Minturn Stokes sirvió como modelo de French para la estatua original. Henry Bacon, el arquitecto del Monumento a Lincoln, diseñó el pedestal festoneado para la réplica de la estatua.
La mano derecha de la estatua sostiene un globo, un águila con las alas extendidas se posa sobre él. La otra mano agarra un bastón con una placa que dice "liberty ", parcialmente oscurecida por una corona de laurel que la rodea. El original de la Exposición tenía un gorro frigio en la parte superior del bastón. El original solo estaba parcialmente dorado (sin oro en la piel expuesta de la cabeza, el cuello y los brazos), pero la nueva versión está completamente dorada.
La estatua original de la Exposición, construida en 1893, se encontraba frente al Patio de Honor, dentro de la Gran Cuenca (piscina). Sin embargo, el 27 de agosto de 1896 la estatua fue destruida por un incendio por orden de los comisionados del parque. La estatua actual se encuentra en el área entre los edificios de electricidad y administración de la exposición (ambos demolidos después de la exposición), ahora una intersección donde Richards Drive se une a Hayes Drive. Una de las dos réplicas adicionales de la estatua se encuentra en Forest Lawn Memorial Park en Glendale, California.
Los historiadores de Chicago se refieren a la estatua con el nombre coloquial de la "Dama Dorada". Fue designado Monumento Histórico de Chicago el 4 de junio de 2003.